# Мишак, Валентина Григорьевна
Валенти́на Григо́рьевна Миша́к (до 1963 — Волощу́к) (16 января 1942, Тирасполь, Молдавская ССР, СССР — 1 сентября 2022, Одесса) — советская волейболистка, игрок сборной СССР (1962—1967). Серебряный призёр Олимпийских игр 1964, двукратная чемпионка Европы, чемпионка СССР 1961. Нападающая. Заслуженный мастер спорта СССР (1971).

## Биография
Начала заниматься волейболом в Тирасполе. Первый тренер — Валентин Находкин.
В 1959—1975 выступала за команду «Буревестник»/МедИн (Одесса). В её составе: чемпионка СССР 1961, двукратный бронзовый призёр чемпионатов СССР (1962 и 1971), победитель розыгрыша Кубка СССР 1974, победитель Кубка европейских чемпионов 1962. Бронзовый призёр (1967 и 1971) Спартакиад народов СССР в составе сборной Украины (в 1967 одновременно бронзовый призёр чемпионата СССР).
В составе студенческой сборной СССР в 1965 и 1971 становилась чемпионкой Всемирных Универсиад.
В национальной сборной СССР в официальных соревнованиях выступала в 1962—1967 годах. В её составе: серебряный призёр Олимпийских игр 1964, серебряный призёр чемпионата мира 1962, двукратная чемпионка Европы (1963 и 1967).
Лучшая волейболистка Одессы XX века.
После окончания игровой карьеры работала преподавателем физвоспитания.
Умерла 1 сентября 2022 года.

## Источник
- Волейбол: Энциклопедия / Сост. В. Л. Свиридов, О. С. Чехов. — Томск: Компания «Янсон», 2001.